# Michaił Murawjow Wileński
Michaił Nikołajewicz Murawjow, ros. Михаил Николаевич Муравьёв (ur. 1 października?/12 października 1796 w Moskwie, zm. 31 sierpnia?/12 września 1866 w Petersburgu) – rosyjski konserwatywny działacz państwowy, generał-gubernator wileński w czasie tłumienia powstania styczniowego (1863–1865), hrabia.

## Młodość
W 1811 ukończył studia na wydziale matematyczno-fizycznym Uniwersytetu Moskiewskiego. Jako młody oficer walczył w wojnie obronnej z Napoleonem, w 1812 został ranny pod Borodino. W latach 1813–1814 brał udział w kampaniach przeciwko Napoleonowi w Europie Środkowej i Zachodniej. Po powrocie pracował z ojcem, Mikołajem, pomagając mu w kierowaniu szkołą wojskową. Z braćmi: Aleksandrem, późniejszym dekabrystą i Mikołajem, późniejszym generałem, działał w pierwszych spiskowych organizacjach w wojsku carskim (Unia Zbawienia, Unia Dobrobytu). W 1818 r. ożenił się z Pelagią Szeremietiewą. Zwolnił się ze służby wojskowej i około 1821 r. zerwał związki z organizacjami spiskowymi poświęcając się gospodarowaniu w majątku żony, znajdującym się w guberni jarosławskiej. W 1826 r. został aresztowany w czasie śledztwa prowadzonego po powstaniu dekabrystów (26 grudnia 1825). Oprócz brata dekabrystą był również mąż siostry żony Murawjowa, Iwan Jakuszkin. Po pięciu miesiącach, które spędził głównie w szpitalu gruźliczym w Sankt-Petersburgu, został uniewinniony i zwolniony. Brat Aleksander i szwagier zostali skazani na 20 lat zesłania na Syberię.

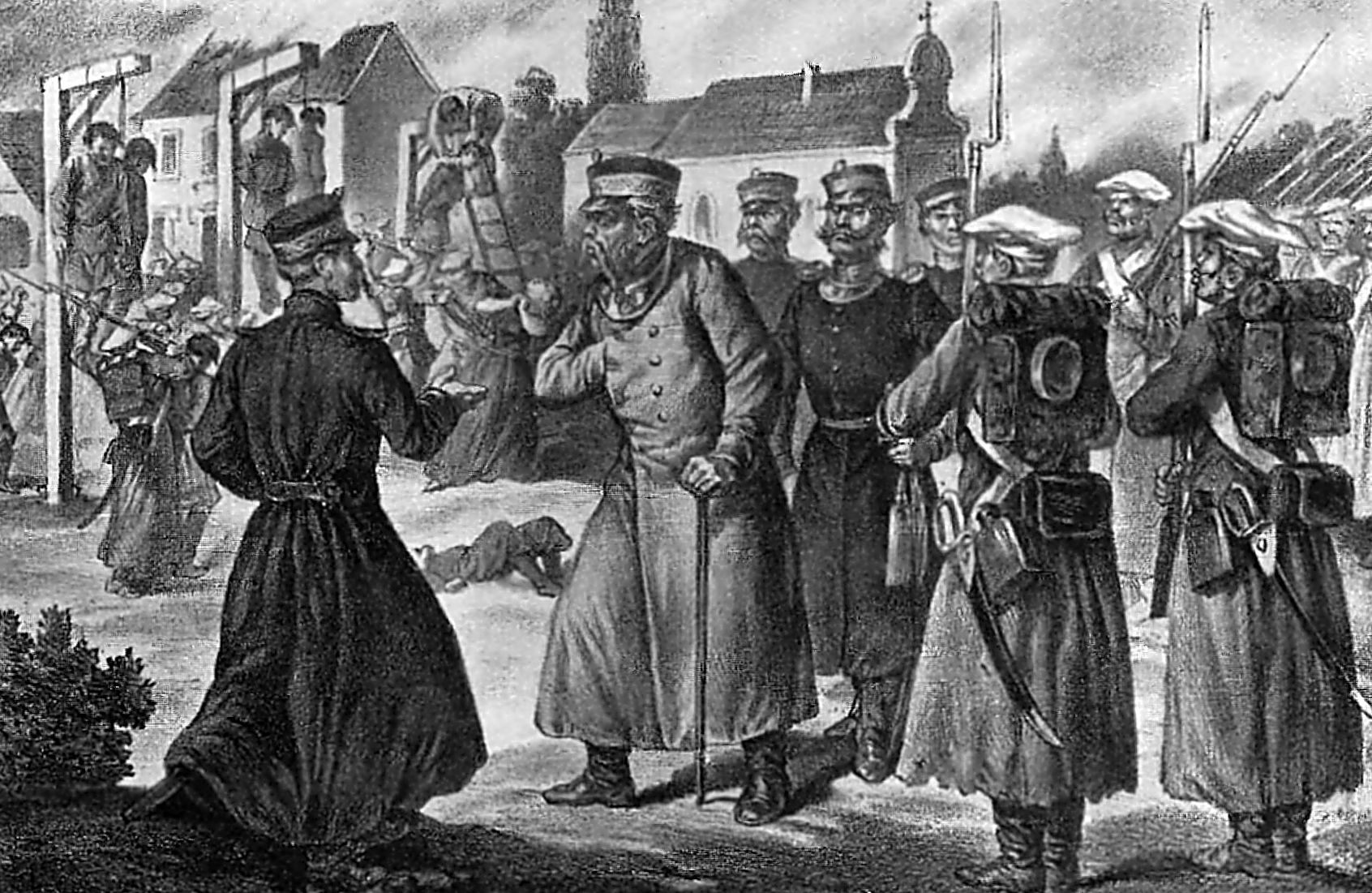
Michaił Murawjow „Wieszatiel” na Litwie

## Kariera urzędnicza
Swoisty atest prawomyślności, uzyskany przez Michaiła dzięki uwolnieniu od zarzutów współpracy z dekabrystami, dał asumpt do szybkiej kariery urzędniczej wspieranej przez wpływowych przyjaciół i koligacje rodzinne. Murawjow z urzeczonego ideami reform młodzieńca przekształcił się w obrońcę samowładztwa, zaciekłego konserwatystę i nacjonalistę. W 1827 r. został wicegubernatorem witebskim, w 1828 r. gubernatorem mohylewskim. Doprowadził do zastąpienia w obu guberniach obowiązującego od 1588 r. III statutu litewskiego prawem rosyjskim (1831). Dążył do unifikacji dawnych ziem Wielkiego Księstwa Litewskiego z Rosją, zwalczając przy tym wszelkie polskie wpływy. W sierpniu 1831 r. został gubernatorem grodzieńskim. Brał udział w tłumieniu powstania listopadowego na Litwie. W 1835 r. został mianowany gubernatorem kurskim. Zasłynął tam skutecznym ściąganiem zaległości podatkowych. Wyrobił sobie opinię urzędnika bezwzględnie egzekwującego wszelkie obowiązki państwowe, stosującego przy tym twarde metody postępowania. W 1839 r. został członkiem tajnej rady cesarskiej i dyrektorem departamentu podatkowego. W 1842 r. otrzymał godność senatora i otrzymał kierownictwo korpusu geodezyjnego. W 1849 r. wszedł do Rady Państwa otrzymując jednocześnie stopień generała lejtnanta. W 1857 r. został ministrem dóbr państwowych. Już w latach 30. i 40., działając w komitecie opracowującym nowe sposoby zarządzania chłopami skarbowymi, był zwolennikiem utrzymania poddaństwa chłopów. Teraz również sprzeciwiał się przygotowywanej reformie włościańskiej. Gdy nie udało mu się zapobiec projektowi objęcia uwłaszczeniem również chłopów państwowych, podał się jesienią 1862 r. do dymisji.

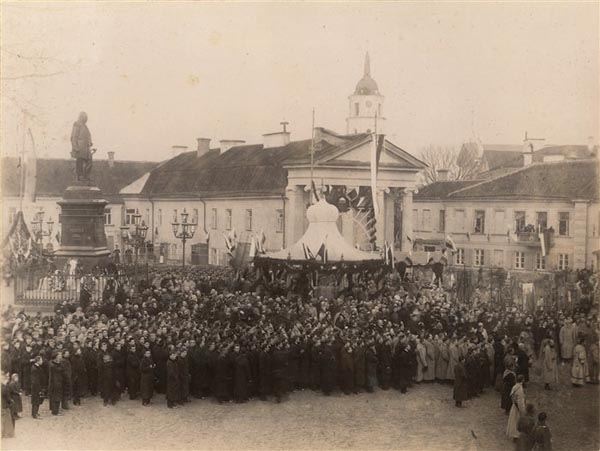
Odsłonięcie pomnika Michaiła Murawjowa w Wilnie w 1898

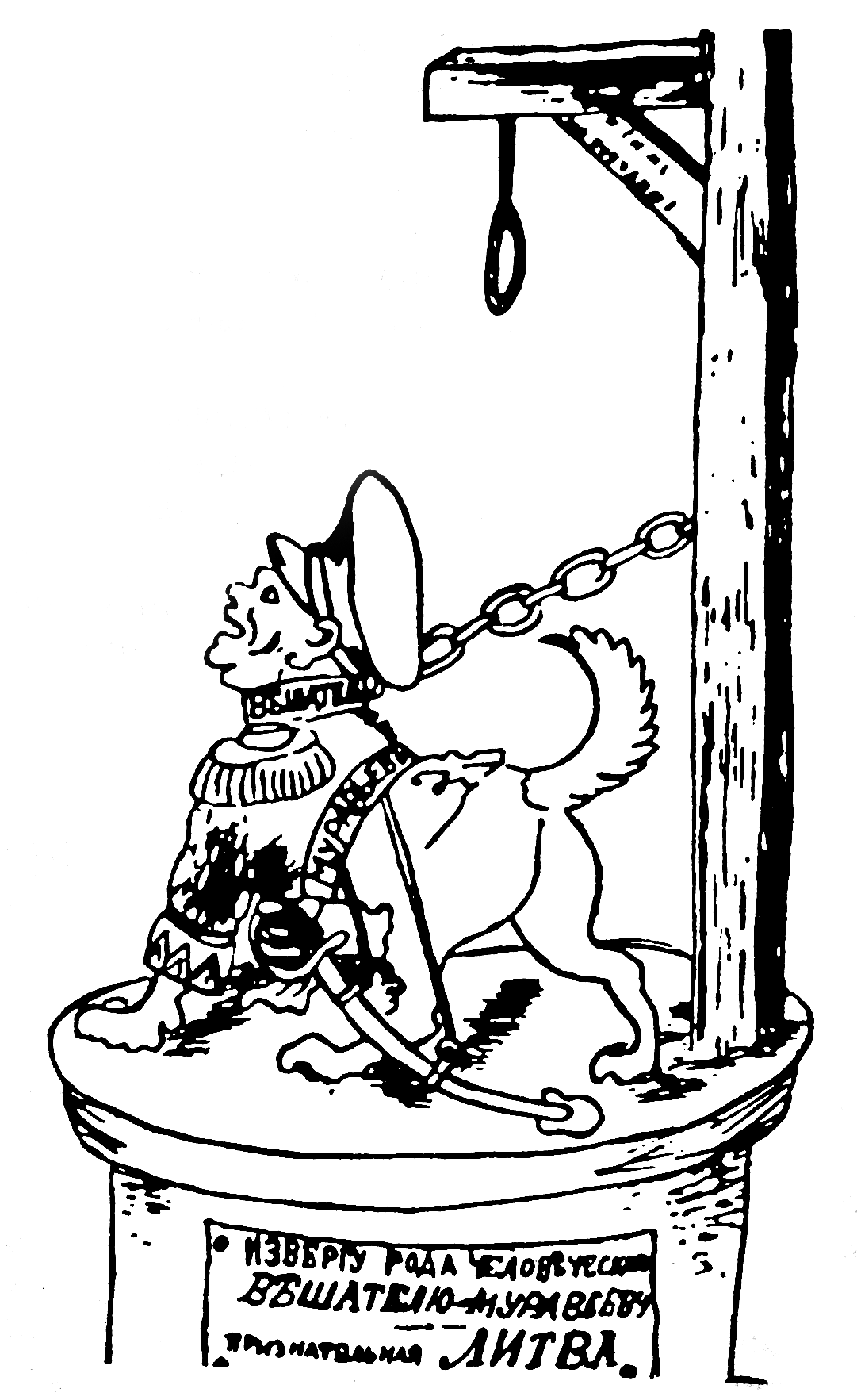
Karykatura na odsłonięcie pomnika Michaiła Murawjowa w Wilnie w 1898

## Generał-gubernator Kraju Północno-Zachodniego (Litwy)
Po wybuchu powstania styczniowego Murawjow został mianowany 1 maja 1863 r. generałem-gubernatorem Litwy, czyli w nomenklaturze carskiej biurokracji Kraju Północno-Zachodniego (Siewiero Zapadnyj Kraj), obejmującego sześć guberni byłego Wielkiego Księstwa Litewskiego (wileńska, kowieńska, grodzieńska, witebska, mińska, mohylewska i od IX 1863 r. dodatkowo augustowska). Otrzymał nieograniczone pełnomocnictwa i zadanie stłumienia powstania. Działania generał-gubernatora były rzeczywiście zdecydowane i drastyczne. 3 czerwca 1863 r., na placu Łukiskim w Wilnie stracono ks. Stanisława Iszorę,  pierwszą ofiarą brutalnego terroru Rosji wprowadzonego na Litwie przez  bezwzględnego funkcjonariusza reżimu carskiego, któremu Polacy i Litwini nadali przydomek Wieszatiela.  Kazał palić wsie podejrzane o sprzyjanie powstaniu. Szlachtę zmusił do skierowania wiernopoddańczego adresu do cara Aleksandra II. Na majątki szlacheckie nałożył kontrybucję w wysokości 10% ich wartości i bezwzględnie ją egzekwował. Zastraszając hierarchię kościelną zażądał od niej publicznego potępienia powstania. Jednocześnie ponad stutysięczna armia ścigała i rozbijała oddziały powstańcze. Represjom, oprócz bezpośrednich walk, według zestawienia sporządzonego przez samego Murawjowa, poddano około 9500 osób. Zabito ok. 160 osób. 972 osoby zesłano na katorżnicze roboty, 345 przymusowo wcielono do wojska, 864 skazano na służbę w rotach aresztanckich, 1427 zesłano na Syberię, 1529 wysłano na osiedlenie w głębi Rosji, 4096 osadzono pod nadzorem na państwowych ziemiach w odległych guberniach rosyjskich. Zsyłki i przesiedlenia wiązały się jednocześnie z konfiskatą majątków skazanych.
Murawjow uważał, że dawne Wielkie Księstwo Litewskie było państwem rusko-litewskim. „Wredna”, jak twierdził, działalność Polaków doprowadziła poprzez unię polsko-litewską do oderwania tych ziem od „ruskiego pnia”. Z tego punktu widzenia jego działania po stłumieniu powstania były niczym innym tylko próbą „przywrócenia” zakłóconego porządku, czyli narodowości rosyjskiej i prawosławia. Środkiem do tego było usunięcie Polaków i wykorzenienie wpływów polskich na Litwie i Białorusi. Murawjow wprowadził zakaz nabywania ziemi przez Polaków i w ogóle katolików. Sprowadzał rosyjskich kolonistów, skonfiskowane majątki były nadawane wyłącznie Rosjanom (urzędnicy nabywali je ze specjalnymi ulgami). Szkolnictwo zostało całkowicie zrusyfikowane, a wszystkie szkoły nierządowe zostały zamknięte. Zlikwidowano 27 spośród 46 klasztorów katolickich. Represje wobec katolicyzmu dotykały również Litwinów. Utrudniano kult, zamykano kościoły, przerabiano je na cerkwie, niszczono nawet przydrożne kapliczki. W 1864 r. zakazano drukowania po litewsku alfabetem łacińskim, nakazując stosowanie cyrylicy.

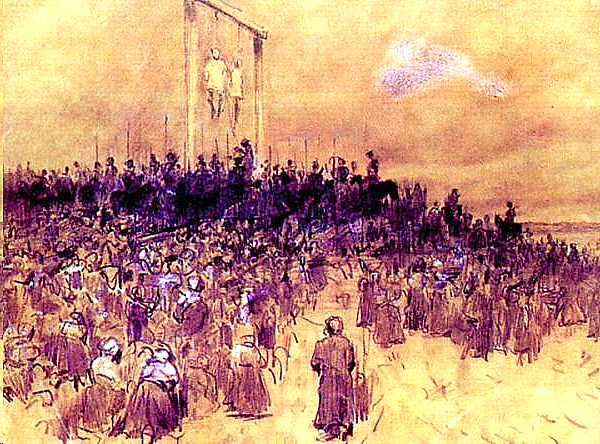
Wieszanie powstańców styczniowych w Szawlach, ołówek na papierze, autor Stanisław Witkiewicz

Działalność Murawjowa spotkała się z różnorodną oceną elit ówczesnej Rosji. 8 listopada 1863 r. 80 znanych postaci rosyjskiego życia kulturalnego i politycznego przysłało mu z Sankt Petersburga adres hołdowniczy (podpisał go m.in. rosyjski poeta i dyplomata Fiodor Tiutczew, odmówił podpisania generał gubernator w Petersburgu generał piechoty książę Aleksandr Suworow, wnuk feldmarszałka Suworowa, nazywając przy tym Murawjowa „ludożercą”). Po odwołaniu ze stanowiska generał-gubernatora (17 kwietnia 1865), Murawjow został nagrodzony tytułem hrabiego. Ze strony części petersburskich salonów arystokratycznych spotkał się z ostracyzmem towarzyskim, związanym z dochodzącymi wieściami o jego metodach działania. W większości środowisk politycznych i opiniotwórczych środowisk kulturalnych spotkał się jednak z pozytywną oceną. A Murawjow zuch. Wiesza, rozstrzeliwuje. Daj mu Boże zdrowie. pisał jeden ze słowianofili. Dla Polaków Murawjow stał się symbolem bezwzględnej walki z polskością, przykładowym rosyjskim „czarnym charakterem”, bohaterem wielu opowieści opartych często na faktach, ale nieraz, wraz z rozwojem jego czarnej legendy, ubarwianych. Miał np., zapytany o to, czy według niego Polacy mogą być dla Rosji pożyteczni, odpowiedzieć: Tak, powieszeni. Przydomek „Wieszatiel” związany jest prawdopodobnie ze zbiorowymi pokazowymi egzekucjami, które nakazywał, a w niektórych wypadkach brał w nich udział, np. 24 czerwca 1863 r. sam odczytał podczas odpustu w Choroszczy wyrok na 11 skazanych. Znana jest również anegdota, że przydomek zyskał już w 1833 r., kiedy to miał powiedzieć, że nie pochodzi z tych Murawjowów, którzy są wieszani (w 1825 powieszono dekabrystę Sergiusza Murawjowa-Apostoła), ale z tych którzy wieszają. 
Ostatnią funkcją publiczną Michaiła Murawjowa było przewodniczenie Wysokiej Komisji Śledczej badającej sprawę zamachu na Aleksandra II dokonanego 16 kwietnia 1866 r. przez Dymitra Karakozowa.
W 1882 r. ukazały się pamiętniki Murawjowa pod nazwą Zapiski, po polsku wydane pierwszy raz w 1916 r.